# Акваріум (Мельбурн)

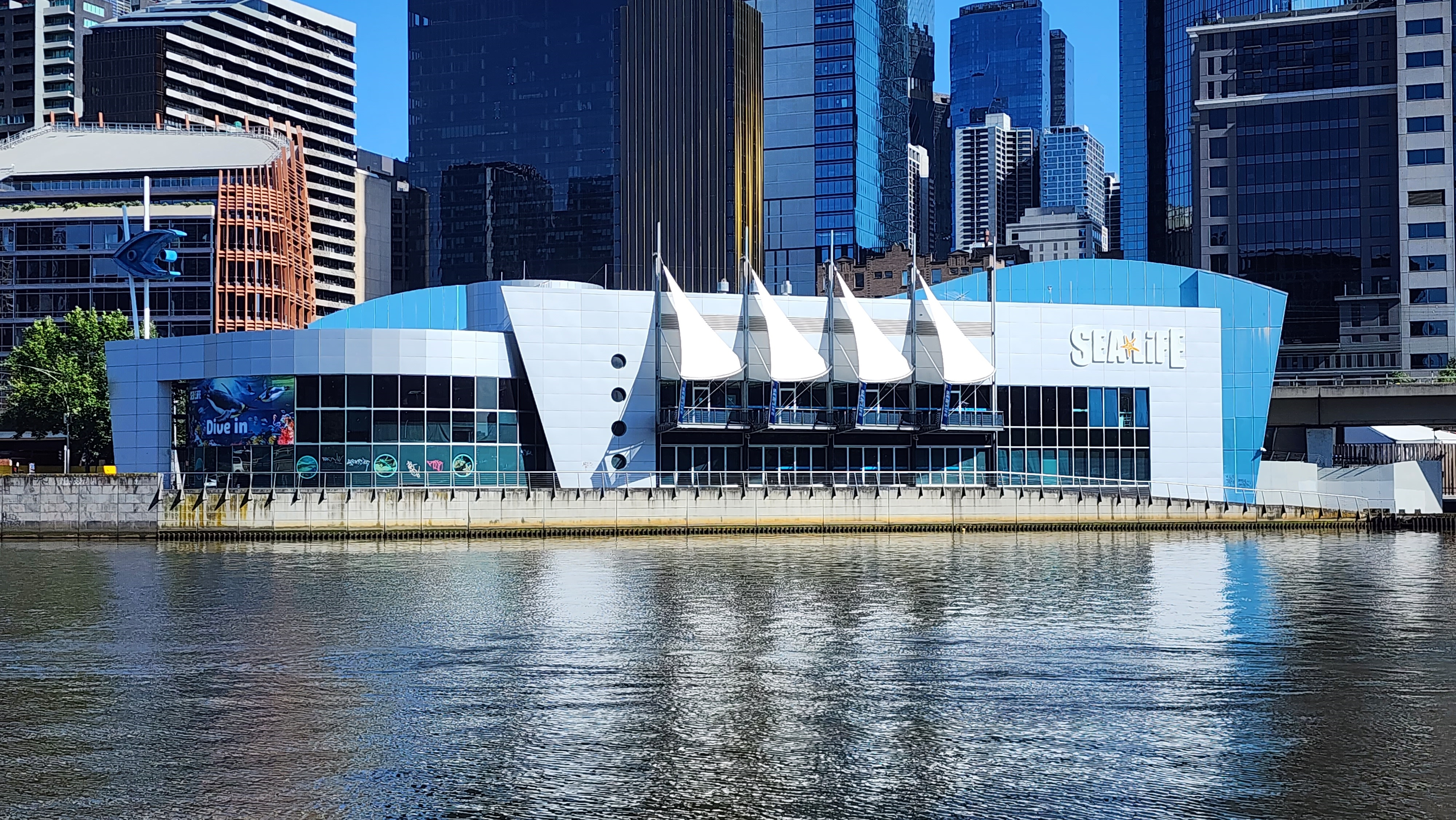
Вид на Мельбурнський Акваріум з боку річки Ярра

Мельбурнський акваріум (англ. Melbourne Aquarium) — акваріум, розташованій у центральній частині Мельбурна, Австралія. 
Акваріум Мельбурна було відкрито на початку 2000 року.  Знаходиться на березі річки Ярра у безпосередній близькості від мосту Кінгс-стріт Брідж та віадуком Фліндерс-стріт Віадакт. 
Колекція акваріума включає представників тваринного світу південних морів, Антарктики та Австралії. Тут проводяться виставки підводного світу Великого бар'єрного рифу, а ще можна здійснити прогулянку тунелем у величезному резервуарі з великими рибами, акулами й променями.